# Giải bóng đá Hạng Ba Quốc gia 2024
Giải bóng đá Hạng Ba Quốc gia 2024 là mùa giải thứ 19 của giải bóng đá hạng thấp nhất thuộc hệ thống các giải bóng đá Việt Nam (sau V.League 1, V.League 2 và giải hạng Nhì) do Liên đoàn bóng đá Việt Nam (VFF) tổ chức. Mùa giải diễn ra từ ngày 24 tháng 10 đến ngày 11 tháng 11 năm 2024.

## Thay đổi đội bóng
| Đội bóng mới - Quảng Ninh - Trẻ Đông Á Thanh Hóa - Trẻ PVF-CAND - Gia Định - Hoài Đức - Học viện LPBank Hoàng Anh Gia Lai - Trung tâm bóng đá Đào Hà - Zantino Vĩnh Phúc - Trẻ Nam Định - Trẻ Đồng Nai - Trẻ Thành phố Hồ Chí Minh | Thăng hạng lên giải hạng Nhì 2024 - Kon Tum - Định Hướng Phú Nhuận - Trẻ Hà Nội - An Giang |

### Không tham dự, bị cấm hoặc rút lui
Không tham dự mùa giải này
- Trẻ Hoàng Anh Gia Lai
- Dugong Kiên Giang (xuống hạng từ giải hạng Nhì 2023)
- Luxury Hạ Long (xuống hạng từ giải hạng Nhì 2023)

Rút lui
- Trẻ Khánh Hòa

## Các đội bóng
16 đội tham dự giải đấu được chia thành hai bảng, mỗi bảng gồm 8 đội. Bảng A thi đấu tại Hà Nội và Hưng Yên, trong khi bảng B thi đấu tại Bà Rịa Vũng Tàu.
- Cần Thơ
- Gia Định
- Hoài Đức
- Học viện LPBank Hoàng Anh Gia Lai
- Phú Yên
- Quảng Ninh
- Tây Ninh
- Trẻ Becamex Bình Dương
- Trẻ Công An Hà Nội
- Trẻ Đông Á Thanh Hoá
- Trẻ Đồng Nai
- Trẻ Nam Định
- Trẻ PVF-CAND
- Trẻ Thành phố Hồ Chí Minh
- Trung tâm bóng đá Đào Hà
- Zantino Vĩnh Phúc

## Thể thức thi đấu
Các đội bóng trong bảng thi đấu theo thể thức vòng tròn một lượt tính điểm. Hai đội nhất, nhì của mỗi bảng và một đội xếp thứ ba có thành tích tốt nhất sẽ giành quyền thi đấu tại giải hạng Nhì Quốc gia 2025. Hai đội đứng đầu mỗi bảng sẽ được xếp đồng hạng nhất của giải.

### Các tiêu chí xếp hạng
Các đội được xếp thứ hạng theo điểm (3 điểm cho một trận thắng, 1 điểm cho một trận hòa, 0 điểm cho một trận thua). Nếu có từ hai đội trở lên bằng điểm nhau, thứ hạng của các đội sẽ được xác định theo các tiêu chí lần lượt như sau:
1. Tổng số điểm ghi được trong các trận đấu giữa các đội liên quan;
2. Hiệu số bàn thắng thua trong các trận đấu giữa các đội liên quan;
3. Tổng số bàn thắng ghi được trong các trận đấu giữa các đội liên quan;
4. Hiệu số bàn thắng thua trong tất cả các trận đấu bảng;
5. Tổng số bàn thắng ghi được trong tất cả các trận đấu bảng;
6. Sút luân lưu nếu chỉ có hai đội bằng điểm và chỉ số phụ và còn thi đấu trên sân;
7. Bốc thăm.

## Bốc thăm
Lễ bốc thăm xếp lịch thi đấu diễn ra tại trụ sở Liên đoàn bóng đá Việt Nam vào ngày 24 tháng 9 năm 2024.

### Mã số thi đấu các đội
| Mã số | Đội                      |
| ----- | ------------------------ |
| A1    | Trẻ Nam Định             |
| A2    | Trẻ Đông Á Thanh Hóa     |
| A3    | Trẻ Công an Hà Nội       |
| A4    | Quảng Ninh               |
| A5    | Trẻ PVF-CAND             |
| A6    | Zantino Vĩnh Phúc        |
| A7    | Hoài Đức                 |
| A8    | Trung tâm bóng đá Đào Hà |

| Mã số | Đội                               |
| ----- | --------------------------------- |
| B1    | Cần Thơ                           |
| B2    | Học viện LPBank Hoàng Anh Gia Lai |
| B3    | Gia Định                          |
| B4    | Phú Yên                           |
| B5    | Tây Ninh                          |
| B6    | Trẻ Đồng Nai                      |
| B7    | Trẻ Khánh Hòa                     |
| B8    | Trẻ Thành phố Hồ Chí Minh         |

## Bảng xếp hạng
| VT | Đội                      | ST | T | H | B | BT | BB | HS  | Đ  | Giành quyền tham dự                                |
| -- | ------------------------ | -- | - | - | - | -- | -- | --- | -- | -------------------------------------------------- |
| 1  | Quảng Ninh               | 7  | 5 | 2 | 0 | 12 | 2  | +10 | 17 | Thăng hạng lên Giải bóng đá Hạng Nhì Quốc gia 2025 |
| 2  | Hoài Đức                 | 7  | 4 | 3 | 0 | 17 | 2  | +15 | 15 | Thăng hạng lên Giải bóng đá Hạng Nhì Quốc gia 2025 |
| 3  | Trẻ PVF–CAND             | 7  | 4 | 2 | 1 | 17 | 7  | +10 | 14 | Thăng hạng lên Giải bóng đá Hạng Nhì Quốc gia 2025 |
| 4  | Trẻ Công an Hà Nội       | 7  | 4 | 0 | 3 | 15 | 7  | +8  | 12 |                                                    |
| 5  | Zantino Vĩnh Phúc        | 7  | 2 | 2 | 3 | 9  | 9  | 0   | 8  |                                                    |
| 6  | Trẻ Đông Á Thanh Hóa     | 7  | 2 | 1 | 4 | 10 | 14 | −4  | 7  |                                                    |
| 7  | Trẻ Nam Định             | 7  | 2 | 0 | 5 | 5  | 11 | −6  | 6  |                                                    |
| 8  | Trung tâm bóng đá Đào Hà | 7  | 0 | 0 | 7 | 2  | 35 | −33 | 0  |                                                    |

| VT | Đội                       | ST | T | H | B | BT | BB | HS  | Đ  | Giành quyền tham dự                                |
| -- | ------------------------- | -- | - | - | - | -- | -- | --- | -- | -------------------------------------------------- |
| 1  | Gia Định                  | 7  | 7 | 0 | 0 | 24 | 0  | +24 | 21 | Thăng hạng lên Giải bóng đá Hạng Nhì Quốc gia 2025 |
| 2  | Tây Ninh                  | 7  | 5 | 0 | 2 | 18 | 9  | +9  | 15 | Thăng hạng lên Giải bóng đá Hạng Nhì Quốc gia 2025 |
| 3  | Trẻ Thành phố Hồ Chí Minh | 7  | 4 | 1 | 2 | 15 | 8  | +7  | 13 |                                                    |
| 4  | Trẻ Becamex Bình Dương    | 7  | 2 | 3 | 2 | 10 | 10 | 0   | 9  |                                                    |
| 5  | Học viện LPBank HAGL      | 7  | 2 | 2 | 3 | 12 | 9  | +3  | 8  |                                                    |
| 6  | Phú Yên                   | 7  | 2 | 1 | 4 | 6  | 17 | −11 | 7  |                                                    |
| 7  | Trẻ Đồng Nai              | 7  | 1 | 1 | 5 | 6  | 17 | −11 | 4  |                                                    |
| 8  | Cần Thơ                   | 7  | 1 | 0 | 6 | 3  | 24 | −21 | 3  |                                                    |

## Lịch thi đấu

### Bảng A

#### Vòng 1
| 24 tháng 10 năm 2024 | Trung tâm bóng đá Đào Hà | 0–3      | Zantino Vĩnh Phúc                               | Thanh Trì, Hà Nội                              |  |
| 13:30                |                          | Chi tiết | - Nguyễn Khắc Anh 26' - Đồng Văn Trung 46', 75' | Sân vận động: Thanh Trì Trọng tài: Vũ Văn Việt |  |

| 24 tháng 10 năm 2024 | Hoài Đức                                   | 2–0      | Trẻ Công an Hà Nội | Văn Giang, Hưng Yên                                          |  |
| 13:30                | - Lê Thanh Tâm 50' - Nguyễn Đình Thịnh 57' | Chi tiết |                    | Sân vận động: Sân Tự nhiên 3 PVF Trọng tài: Nguyễn Nhật Minh |  |

| 24 tháng 10 năm 2024 | Trẻ Nam Định | 0–1      | Trẻ Đông Á Thanh Hóa | Thanh Trì, Hà Nội                                 |  |
| 15:30                |              | Chi tiết | - Lê Quang Vinh 36'  | Sân vận động: Thanh Trì Trọng tài: Lê Quang Cường |  |

| 24 tháng 10 năm 2024 | Quảng Ninh | 0–0      | Trẻ PVF-CAND | Văn Giang, Hưng Yên                                        |  |
| 15:30                |            | Chi tiết |              | Sân vận động: Sân Tự nhiên 3 PVF Trọng tài: Phan Thanh Tâm |  |

#### Vòng 2
| 27 tháng 10 năm 2024 | Trẻ Đông Á Thanh Hóa | 0–1      | Quảng Ninh         | Thanh Trì, Hà Nội                              |  |
| 13:30                |                      | Chi tiết | - Bùi Văn Hiếu 48' | Sân vận động: Thanh Trì Trọng tài: Vũ Văn Điển |  |

| 27 tháng 10 năm 2024 | Hoài Đức | 9–0      | Trung tâm bóng đá Đào Hà | Văn Giang, Hưng Yên                                     |  |
| 13:30                | - Nguyễn Đình Thịnh 4', 7' - Đỗ Trung Đạt 19' - Phạm Anh Tuấn 25', 49' - Đàm Tiến Phát 45+1', 69', 88' - Lê Đình Hiếu 58' | Chi tiết |                          | Sân vận động: Sân Tự nhiên 3 PVF Trọng tài: Hà Văn Thức |  |

| 27 tháng 10 năm 2024 | Zantino Vĩnh Phúc      | 1–2      | Trẻ Công an Hà Nội                         | Thanh Trì, Hà Nội                                    |  |
| 15:30                | - Phạm Đức Thông 90+3' | Chi tiết | - Nguyễn Đức Hùng 20' - Trần Đức Lương 77' | Sân vận động: Thanh Trì Trọng tài: Nguyễn Việt Thắng |  |

| 27 tháng 10 năm 2024 | Trẻ PVF-CAND                                       | 2–0      | Trẻ Nam Định | Văn Giang, Hưng Yên                                        |  |
| 15:30                | - Nguyễn Anh Quân 20' (l.n.) - Nguyễn Tấn Minh 59' | Chi tiết |              | Sân vận động: Sân Tự nhiên 3 PVF Trọng tài: Huỳnh Quốc Anh |  |

### Bảng B

#### Vòng 1
| 24 tháng 10 năm 2024 | Trẻ Đồng Nai | 0–2      | Tây Ninh                            | Bà Rịa, Bà Rịa – Vũng Tàu                        |  |
| 13:30                |              | Chi tiết | - Ngô Dương Thái 71' - A Na Lực 89' | Sân vận động: Tân Hưng Trọng tài: Nguyễn Văn Tạo |  |

| 24 tháng 10 năm 2024 | Phú Yên           | 1–0      | Học viện LPBank Hoàng Anh Gia Lai | Bà Rịa, Bà Rịa – Vũng Tàu |  |
| 14:00                | - Mai Gia Bảo 75' | Chi tiết |                                   | Sân vận động: Bà Rịa      |  |

| 24 tháng 10 năm 2024 | Trẻ Becamex Bình Dương                                    | 3–0      | Cần Thơ | Bà Rịa, Bà Rịa – Vũng Tàu                        |  |
| 15:30                | - Nguyễn Hữu Hoài Phong 15', 38' - Nguyễn Trọng Cường 53' | Chi tiết |         | Sân vận động: Tân Hưng Trọng tài: Trần Huy Hoàng |  |

| 24 tháng 10 năm 2024 | Trẻ Thành phố Hồ Chí Minh | 0–2      | Gia Định                                   | Bà Rịa, Bà Rịa – Vũng Tàu                     |  |
| 16:00                |                           | Chi tiết | - Trần Thanh Long 24' - Nguyễn Hoài An 68' | Sân vận động: Bà Rịa Trọng tài: Trần Văn Khỏe |  |

#### Vòng 2
| 27 tháng 10 năm 2024 | Tây Ninh                                                  | 4–2      | Trẻ Becamex Bình Dương                               | Bà Rịa, Bà Rịa – Vũng Tàu                      |  |
| 13:30                | - Phạm Duy Khan 32' - A Vũ 53', 65' - Phan Thanh Sang 58' | Chi tiết | - Lê Văn Hùng 61' (l.n.) - Nguyễn Hữu Hoài Phong 63' | Sân vận động: Long Tâm Trọng tài: Tạ Thanh Huy |  |

| 27 tháng 10 năm 2024 | Cần Thơ                                        | 2–0      | Trẻ Đồng Nai | Bà Rịa, Bà Rịa – Vũng Tàu |  |
| 13:30                | - Lê Văn Phát 31' - Nguyễn Hoài Minh Triết 39' | Chi tiết |              | Sân vận động: Tân Hưng    |  |

| 27 tháng 10 năm 2024 | Phú Yên               | 1–5      | Trẻ Thành phố Hồ Chí Minh                                                         | Bà Rịa, Bà Rịa – Vũng Tàu                       |  |
| 15:30                | - Nguyễn Văn Khải 87' | Chi tiết | - Lê Đình Mạnh 18', 70', 84' - Nguyễn Trần Hữu Lợi 50' - Nguyễn Trần Minh Tài 82' | Sân vận động: Long Tâm Trọng tài: Trần Văn Điền |  |

| 27 tháng 10 năm 2024 | Gia Định                                     | 3–0      | Học viện LPBank Hoàng Anh Gia Lai | Bà Rịa, Bà Rịa – Vũng Tàu                          |  |
| 15:30                | - Trần Thanh Long 24' - Nguyễn Thanh Hải 68' | Chi tiết |                                   | Sân vận động: Tân Hưng Trọng tài: Nguyễn Hồng Quốc |  |

#### Vòng 3
| 30 tháng 10 năm 2024 | Học viện LPBank Hoàng Anh Gia Lai          | 2–2      | Trẻ Đồng Nai                                       | Bà Rịa, Bà Rịa – Vũng Tàu |  |
| 13:15                | - Võ Trần Minh Vũ 53' - Nguyễn Bảo Đức 87' | Chi tiết | - Nguyễn Hoàng Việt 33' - Nguyễn Công Anh Kiệt 66' | Sân vận động: Long Tâm    |  |

| 30 tháng 10 năm 2024 | Cần Thơ | 0–5      | Gia Định                                                                                   | Bà Rịa, Bà Rịa – Vũng Tàu |  |
| 13:15                |         | Chi tiết | - Nguyễn Minh Chứa 7' - Cao Hoàng Hải 30', 32' - Trần Thanh Long 57' - Trần Quốc Thiện 78' | Sân vận động: Tân Hưng    |  |

| 30 tháng 10 năm 2024 | Trẻ Thành phố Hồ Chí Minh | 0–0      | Trẻ Becamex Bình Dương | Bà Rịa, Bà Rịa – Vũng Tàu |  |
| 15:15                |                           | Chi tiết |                        | Sân vận động: Long Tâm    |  |

| 30 tháng 10 năm 2024 | Tây Ninh                        | 2–0      | Phú Yên | Bà Rịa, Bà Rịa – Vũng Tàu |  |
| 15:15                | - Trần Quốc Thái 79' - A Vũ 90' | Chi tiết |         | Sân vận động: Tân Hưng    |  |